# 迈克·瑞安 (田径运动员)
迈克·瑞安（英語：Mike Ryan，1941年12月26日—），新西兰男子田径运动员，主攻长跑。他曾代表新西兰参加1968年夏季奥林匹克运动会田径比赛，获得男子马拉松铜牌。